# مقاطعة بارتو (جورجيا)
مقاطعة بارتو (بالإنجليزية: Bartow County)‏ هي إحدى المقاطعات في ولاية جورجيا في الولايات المتحدة الأمريكية.

## أعلام
- ويليام ووفورد
- باول غيليسبي